# Hellhound on My Trail
Hellhound on My Trail è un brano blues registrato nel 1937 e composto da Robert Johnson, riconosciuto da molti come la sua miglior canzone in assoluto.

## Il brano
Registrato durante la seconda e ultima seduta di incisione di Johnson, il brano è entrato a far parte della leggenda del blues grazie al suo testo molto evocativo (tra i vertici di Johnson) che richiama alla mente visioni spettrali e demoniache (Hellhound sta per segugio infernale, cerbero), e l'interpretazione vocale e musicale di Johnson che, secondo molti, raggiunge qui il suo apice.

## Riconoscimenti
- La canzone è stata inserita nella lista delle "100 più importanti canzoni della storia del ventesimo secolo"[3]
- Venne inserita nella Blues Foundation Hall of Fame[4]